# Карпантье, Жорж
Жорж Карпантье (фр. Georges Carpentier, полное имя Жорж Бенуа Карпантье, фр. Georges Benoît Carpentier; 12 января 1894 года, Льевен, Па-де-Кале, Франция — 28 октября 1975 года, Париж, Франция) — французский боксёр-профессионал, чемпион Европы и мира. Бывший чемпион мира в полутяжёлом весе. 

## Биография
Родился 12 января 1894 года в Льевене, в небогатой рабочей семье, жизнь которой была связана с угольными шахтами.

Спортом занялся в возрасте 12 лет, первоначально выступая во французском боксе, в котором использовались в равной мере и руки, и ноги. С 14 лет начал участвовать в боях в английском боксе.

Минуя любительский ринг, в 17 лет в обход правил, допускавших в профессионалы только боксеров достигших 21 года, стал профессионалом.
 
Чемпион Европы последовательно в 4-х весовых категориях (на тот момент единственный в истории): в полусредней в 1911-1912 годах, средней в 1912-1913 годах, попеременно в полутяжелой и тяжелой в период 1913-1922 годов. Чемпион мира в полутяжелом весе в 1920-1922 годах.
 
Участник Первой мировой войны. Воевал в составе ВВС Франции, был награждён Военной медалью и Военным крестом.

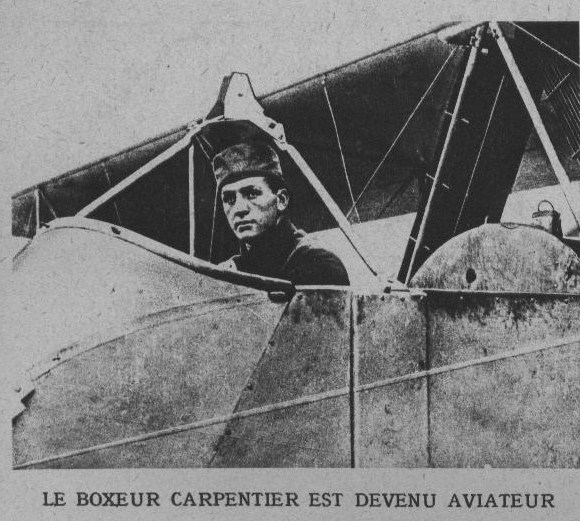
Летчик Жорж Капантье, 20 июня 1915 года.

В 1921 году предпринял попытку стать абсолютным чемпионом мира в "матче века" с Джеком Демпси. Во втором раунде сильно повредил руку, но бой продолжил. В четвертом раунде был нокаутирован, но сохранил за собой титул чемпиона мира в полутяжелом весе. 24 сентября 1922 года потерял этот титул, проиграв нокаутом в 6 раунде проживающему во Франции сенегальцу Баттлингу Сики. Через несколько месяцев без боя титул чемпиона мира был ненадолго возвращён Карпантье, поскольку Сики, будучи секундантом в другом бою нарушил правила и был дисквалифицирован с лишением звания чемпиона мира. Дисквалификацию поддержали профессиональные ассоциации Америки и Англии и звание чемпиона мира официально вернулось к Карпантье. Однако  Сики обратился в суд и суд вернул ему титул чемпиона мира.
 
Закончив карьеру боксера, Карпантье открыл ресторан в Париже..

28 апреля 1975 года скончался от сердечного приступа. Ему был 81 год.

## Признание
- В 1991 году включён в Международный зал боксёрской славы.

## Память
Несколько улиц и стадионов Франции носят его имя. В том числе Зал Жорж Карпантье в 13-м округе Парижа.

## Интересные факты
- Прозвище "Орхидейщик" Карпантье получил за пристрастие к выращиванию редких сортов орхидей. Этот цветок он часто носил на лацкане костюма.
- На ранних стадиях своей карьеры был также судьей вне ринга, в том числе в бою за титул чемпиона мира в тяжёлом весе между Джеком Джонсоном и Фрэнком Мораном[англ.] в Париже в июне 1915 года.

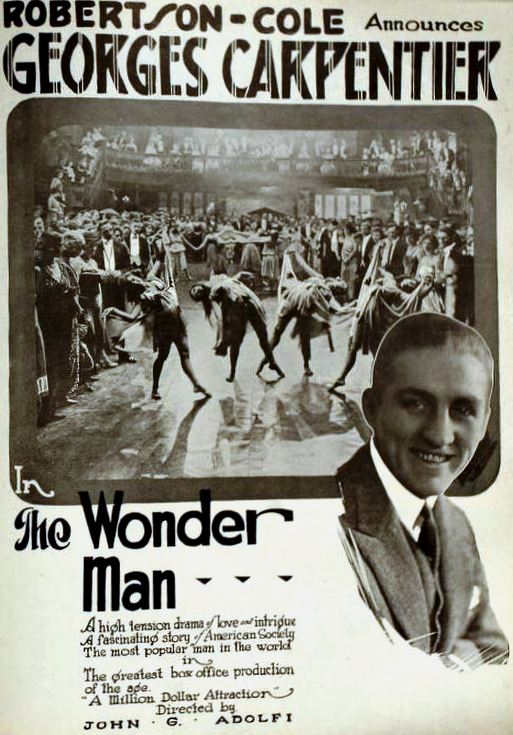
"The Wonder Man" (1920)

- Снимался в кино. Наиболее известна роль в американском художественном фильме "Чудо-человек" ("The Wonder Man"), 1920 года.
- В 1920 году написал книгу «Братья Коричневой Совы», переведённую на несколько языков[7].

## Видео
- Жорж Карпантье — "Орхидейщик". Архивная копия от 16 декабря 2020 на Wayback Machine

## Результаты боёв
| Бой | Дата | Соперник | Судьи | Место боя | Раундов | Результат | Дополнительно |
| --- | ---- | -------- | ----- | --------- | ------- | --------- | ------------- |
|     |      |          |       |           |         |           |               |
| Бой | Дата | Соперник | Судьи | Место боя | Раундов | Результат | Дополнительно |